# Den kæmpestore bjørn
Den kæmpestore bjørn er en animationsfilm fra 2011 instrueret af Esben Toft Jacobsen efter manuskript af Jannik Tai Mosholt og Esben Toft Jacobsen.

## Handling
Jonathan og hans lillesøster, Sophie er på ferie hos deres bedstefar. Jonathan gør alt hvad han kan for at slippe af med Sophie, men da det endelig lykkes, er det på en helt anden måde end Jonathan havde forestillet sig. Sophie bliver kidnappet af en gigantisk bjørn, og nu må Jonathan finde Sophie dybt inde i skoven og få hende med hjem. Snart er de blandet ind i kampen mellem skovens jæger og den kæmpe bjørn, og først da Jonathan og Sophie finder sammen og accepterer hinanden, kan de redde sig selv, skoven og bjørnen fra destruktion.